# Mistrovství světa v ledním hokeji 1934
8. mistrovství světa  a 19. mistrovství Evropy v ledním hokeji probíhalo ve dnech 3. – 11. února 1934 v italském Miláně.
Na turnaj se přihlásilo 12 účastníků, rozlosovaných do tří kvalifikačních skupin. První dvě mužstva postoupila do čtvrtfinálových skupin, kam byly přímo nasazeny celky Kanady a USA. 
Vzhledem k rovnosti bodů i skóre všech účastníků skupiny C bylo rozhodnuto, že z této skupiny postoupí všichni a počet čtvrtfinalistů tak narostl na devět. Místo dvou čtyřčlenných se tedy hrály tři tříčlenné skupiny, jejichž vítězové a nejlepší z kvalifikace druhých míst postoupili do play off. Mužstva, která vypadla v kvalifikačních skupinách, hrála o 10. – 12. místo. Hrací doba zápasů byla 3×15 minut.

## Výsledky a tabulky

### Skupina A
|    |                | HUN | TCH | GBR | V | R | P | Skóre | B |
| 1. | Maďarsko       | *** | 0:1 | 2:0 | 1 | 0 | 1 | 2:1   | 2 |
| 2. | ČSR            | 1:0 | *** | 1:2 | 1 | 0 | 1 | 2:2   | 2 |
| 3. | Velká Británie | 0:2 | 2:1 | *** | 1 | 0 | 1 | 2:3   | 2 |

 Maďarsko -  Velká Británie 2:0 (0:0, 1:0, 1:0)
3. února 1934 (15:00) – Milán (Palazzo del Ghiaccio)

Branky Maďarska: 25. Sándor Miklós, 33. Sándor Miklós.

Rozhodčí: Petre Grant (ROM), André Poplimont (BEL)
Maďarsko: István Hircsák – Mátyás Farkas, Miklós Barcza – Zoltan Jeney, Sándor Miklós, Laszló Blazejovsky – Béla Háray, Ferenc Szamósi,  András Gergely.
Velká Británie: Vic Gardner - Carl Erhardt, Jim Borland - Gerry Davey, Frederick Melland, Peter Fair – Ted Jackson, Ivor Nesbitt, Keith Thompson.
 Velká Británie -  Československo	2:1 (0:1, 1:0, 1:0)
4. února 1934 (17:00) – Milán (Palazzo del Ghiaccio)

Branky Velké Británie: 26. Gerry Davey, 35. Ted Jackson

Branky Československa: 11. Jiří Tožička

Rozhodčí: Walter Brown (USA), Paul Loicq (BEL)

Vyloučení: 1:1 (využití 0:0)
Velká Británie: Vic Gardner – Harry Mayes, Carl Erhardt – Gerry Davey, Jim Borland, Peter Fair – Ted Jackson, Frederick Melland, Frank de Marwicz.
ČSR: Jan Peka – Wolfgang Dorasil, Jaroslav Pušbauer – Karel Hromádka, Josef Maleček, Jiří Tožička – Oldřich Kučera, Alois Cetkovský, Tomáš Švihovec.
 Československo -  Maďarsko 1:0 (0:0, 0:0, 1:0)
5. února 1934 (14:30) – Milán (Palazzo del Ghiaccio)

Branky Československa: 45. Karel Hromádka

Rozhodčí: Ulrich Lederer (AUT), Walter Brown (USA)

Vyloučení: 1:2 (využití 0:0)
ČSR: Jan Peka – Jaroslav Pušbauer, Wolfgang Dorasil – Alois Cetkovský, Josef Maleček, Karel Hromádka – Zdeněk Jirotka, Tomáš Švihovec, Oldřich Kučera,  
Maďarsko: István Hircsák – Miklós Barcza, Mátyás Farkas – Laszló Blazejovsky, Sándor Miklós, Zoltan Jeney – Béla Háray,  Ferenc Szamósi, András Gergely.

### Skupina B
|    |           | SUI  | FRA | ROM | BEL  | V | R | P | Skóre | B |
| 1. | Švýcarsko | ***  | 3:0 | 7:2 | 20:1 | 3 | 0 | 0 | 30:3  | 6 |
| 2. | Francie   | 0:3  | *** | 4:1 | 0:2  | 1 | 0 | 2 | 4:6   | 2 |
| 3. | Rumunsko  | 2:7  | 1:4 | *** | 3:2  | 1 | 0 | 2 | 6:13  | 2 |
| 4. | Belgie    | 1:20 | 2:0 | 2:3 | ***  | 1 | 0 | 2 | 5:23  | 2 |

 Švýcarsko -  Belgie 20:1 (6:0, 8:0, 6:1)
3. února 1934 (16:30) – Milán (Palazzo del Ghiaccio)

Branky a nahrávky Švýcarska: 1:0 Ferdinand Cattini (Richard Torriani), 2:0 Hans Cattini, 3:0 Richard Torriani, 4:0 Ferdinand Cattini, 5:0 Ferdinand Cattini (Richard Torriani), 6:0 Richard Torriani (Ernst Hug), 7:0 Ferdinand Cattini, 8:0 a 9:0 Richard Torriani, 10:0 Hans Cattini, 11:0 Ferdinand Cattini, 12:0 Richard Torriani, 13:0 Hans Cattini, 14:0 Hans Cattini, 15:1 Richard Torriani, 16:1 Hans Cattini, 17:1 Paul Müller, 18:1 Konrad Torriani, 19:1 Thomas Pleisch, 20:1 Richard Torriani 

Branky Belgie: 14:1 Marco Peltzer

Rozhodčí: Ulrich Lederer (AUT), Gianmario Baroni (ITA)
Švýcarsko: Arnold Hirtz – Ernst Hug, Oscar Schmidt - Richard Torriani, Ferdinand Cattini, Hans Cattini – Peter Müller, Konrad Torriani, Thomas Pleisch.
Belgie: René Laloux – Louis Franck, Charles van den Driessche –  Marco Peltzer, Pierre van Reyschoot, Willy Kreitz – Georges Pootmans, Louis de Ridder, Emile Duvier.
 Francie -  Rumunsko 4:1 (2:0, 1:0, 1:1)
3. února 1934 (21:00) – Milán (Palazzo del Ghiaccio)

Branky Francie: 1:0 Jean-Pierre Hagnauer,  2:0 Albert Hassler, 3:0 Albert Hassler, 4:1 Léonhard Quaglia

Branky Rumunska: 3:1 Paul Anastasiu

Rozhodčí: Walter Brown (USA), Paul Loicq (BEL)
Francie: Michel Paccard - Jacques Lacarriere, André Bossoney - Jean-Pierre Hagnauer, Albert Hassler, Pierre Claret – Léonhard Quaglia, Gérard Simond, Marcial Couvert.
Rumunsko: Arthur Bogel - Gheorghe Buia, Nicu Polizu – Paul Anastasiu, Iuliu Rabinovici, Lajos Vakar - Constantin Cantacuzino, Alexandru Botez, Constantin Tico.
 Rumunsko -  Belgie 3:2 (1:1, 2:0, 0:1)
4. února 1934 (15:00) – Milán (Palazzo del Ghiaccio)

Branky Rumunska: 1:0 Lajos Vakar, 2:1 Constantin Cantacuzino, 3:1 Nicu Polizu

Branky Belgie: 1:1 Marco Peltzer, 3:2 Willy Kreitz

Rozhodčí: Gianmario Baroni (ITA), Ulrich Lederer (AUT)
Rumunsko: Arthur Bogel - Gheorghe Buia, Nicu Polizu – Paul Anastasiu, Iuliu Rabinovici, Lajos Vakar - Constantin Cantacuzino, Alexandru Botez, Constantin Tico.
Belgie: René Laloux – Louis de Ridder, Francois Franck – Marco Peltzer, Pierre van Reyschoot, Willy Kreitz – Georges Pootmans, Charles van den Driessche, Emile Duvier.
 Švýcarsko -  Francie 3:0 (2:0, 0:0, 1:0)
4. února 1934 (20:30) – Milán (Palazzo del Ghiaccio)

Branky a nahrávky Švýcarska: 6. Hans Cattini (Ferdinand Cattini), 8. a 39. Peter Müller

Rozhodčí: Walter Brown (USA), Petre Grant (ROM)
Švýcarsko: Arnold Hirtz – Ernst Hug, Albert Geromini - Richard Torriani, Ferdinand Cattini, Hans Cattini – Herbert Kessler, Peter Müller, Konrad Torriani.
Francie: Michel Paccard - Jacques Lacarriere, André Bossoney - Jean-Pierre Hagnauer, Albert Hassler, Pierre Claret – Léonhard Quaglia, Gérard Simond, Marcial Couvert.
 Belgie -  Francie 2:0 (1:0, 1:0, 0:0)
5. února 1934 (20:30) – Milán (Palazzo del Ghiaccio)

Branky Belgie: 5. Marco Peltzer, 22. Willy Kreitz.

Rozhodčí: Walter Brown (USA), Gianmario Baroni (ITA)
Belgie: René Laloux – Francois Franck, Charles van den Driessche – Marco Peltzer, Pierre van Reyschoot, Georges Pootmans – Willy Kreitz, Emile Duvier, Louis de Ridder.
Francie:Michel Paccard - Jacques Lacarriere, André Bossoney – Pierre Savoye, Albert Hassler, Pierre Claret – Léonhard Quaglia, Gérard Simond, Marcial Couvert.
 Švýcarsko -  Rumunsko 7:2 (3:1, 4:1, 0:0)
5. února 1934 (16:00) – Milán (Palazzo del Ghiaccio)

Branky a nahrávky Švýcarska: 1:0 Hans Cattini (Richard Torriani), 2:0 Richard Torriani (Ferdinand Cattini), 3:0 Richard Torriani, 4:1 Hans Cattini, 5:1 Richard Torriani, 6:1 Richard Torriani, 7:1 Konrad Torriani. 

Branky Rumunska: 3:1 Constantin Cantacuzino, 7:2 Nicu Polizu

Rozhodčí: Thomas Dewar (CAN), Hans Weinberger (AUT)
Švýcarsko: Arnold Hirtz – Ernst Hug, Oscar Schmidt - Richard Torriani, Ferdinand Cattini, Hans Cattini – Peter Müller, Konrad Torriani, Thomas Pleisch.
Rumunsko: Arthur Bogel - Gheorghe Buia, Nicu Polizu – Paul Anastasiu, Iuliu Rabinovici, Lajos Vakar - Constantin Cantacuzino, Alexandru Botez, Constantin Tico.

### Skupina C
|    |          | GER | ITA | AUT | V | R | P | Skóre | B |
| 1. | Německo  | *** | 3:2 | 1:2 | 1 | 0 | 1 | 4:4   | 2 |
| 2. | Itálie   | 2:3 | *** | 1:0 | 1 | 0 | 1 | 3:3   | 2 |
| 3. | Rakousko | 2:1 | 0:1 | *** | 1 | 0 | 1 | 2:2   | 2 |

- Pro rovnost bodů a skóre postupují všechny týmy.

 Rakousko -  Německo 2:1 (0:1, 1:0, 1:0)
3. února 1934 (18:00) – Milán (Palazzo del Ghiaccio)

Branky a nahrávky Rakouska: 27. Friedrich Demmer (Karl Kirchberger), 43. Oskar Novak (Karl Rommer)

Branky a nahrávky Německa: 2. Horst Orbanowski (Gustav Jaenecke)

Rozhodčí: Walter Brown (USA), Paul Loicq (BEL)
Rakousko: Otto Amenth - Franz Schüssler, Jacques Dietrichstein – Friedrich Demmer, Franz Csöngey, Karl Kirchberger – Hans Tatzer, Oskar Novak, Karl Rommer.
Německo: Theodor Kaufmann – Erich Römer, Joachim Albrecht von Bethmann-Hollweg – Gustav Jaenecke, Roman Kessler, Horst Orbanowski – Georg Strobl, Hans Lang, Alois Kuhn.
 Itálie -  Německo 2:3 (2:0, 0:2, 0:1)
4. února 1934 (22:00) – Milán (Palazzo del Ghiaccio)

Branky Itálie: 12. Tino de Mazzeri, 14. Gianni Scotti

Branky Německa: 20. Alois Kuhn, 23. Gustav Jaenecke, 41. Joachim Albrecht von Bethmann-Hollweg

Rozhodčí: Paul Loicq (BEL), Thomas Dewar (CAN)
Itálie: Augusto Gerosa – Gianmario Baroni, Francesco Roncarelli – Franco Rossi, Tino de Mazzeri, Ignazio Dionisi – Gianni Scotti, Camillo Mussi, Luigi Venosta.
Německo: Walter Leinweber – Erich Römer, Joachim Albrecht von Bethmann-Hollweg – Gustav Jaenecke, Roman Kessler, Horst Orbanowski – Georg Strobl, Hans Lang, Alois Kuhn.
 Itálie -  Rakousko 1:0 (1:0, 0:0, 0:0)
5. února 1934 (22:0) – Milán (Palazzo del Ghiaccio)

Branky Itálie: 2. Ignazio Dionisi

Rozhodčí: Walter Brown (USA), Petre Grant (ROM)
Itálie: Augusto Gerosa – Francesco Roncarelli, Gianmario Baroni – Franco Rossi, Tino de Mazzeri, Ignazio Dionisi – Luigi Venosta, Camillo Mussi, Gianni Scotti.
Rakousko: Otto Amenth - Franz Schüssler, Kurt Stuchly – Karl Kirchberger, Franz Csöngey, Friedrich Demmer – Hans Tatzer, Oskar Novak, Karl Rommer.

### Čtvrtfinále A
|    |          | USA | TCH | AUT | V | R | P | Skóre | B |
| 1. | USA      | *** | 1:0 | 1:0 | 2 | 0 | 0 | 2:0   | 4 |
| 2. | ČSR      | 0:1 | *** | 4:0 | 1 | 0 | 1 | 4:1   | 2 |
| 3. | Rakousko | 0:1 | 0:4 | *** | 0 | 0 | 2 | 0:5   | 0 |

 USA -  Československo 1:0 (0:0, 1:0, 0:0)
6. února 1934 (20:45) – Milán (Palazzo del Ghiaccio)

Branky USA: 21. Frank Stubbs

Rozhodčí: Frank de Marwicz (GBR), Thomas Dewar (CAN)

Vyloučení: 2:0 (využití 0:0)
USA: Clem Harnedy – Arthur Smith, Peter Besson – Robert Jeremiah, Fred McDonell, Walter Bender – Frank Stubbs, Richard Maley, Robert Nilon.
ČSR: Jan Peka – Jaroslav Pušbauer, Wolfgang Dorasil – Jiří Tožička, Josef Maleček, Karel Hromádka – Alois Cetkovský, Tomáš Švihovec, Oldřich Kučera.
 Československo -  Rakousko 4:0 (0:0, 1:0, 3:0)
7. února 1934 (17:00) – Milán (Palazzo del Ghiaccio)

Branky a nahrávky Československa: 21. Wolfgang Dorasil, 36. Alois Cetkovský, 38. Josef Maleček (Karel Hromádka), 43. Alois Cetkovský (Oldřich Kučera).

Rozhodčí: Paul Loicq (BEL), Walter Brown (USA)

Vyloučení: 0:1 (využití 0:0)
ČSR: Jan Peka – Jaroslav Pušbauer, Wolfgang Dorasil – Jiří Tožička, Josef Maleček, Karel Hromádka – Alois Cetkovský, Tomáš Švihovec, Oldřich Kučera.
Rakousko: Otto Amenth - Franz Schüssler, Jacques Dietrichstein – Karl Kirchberger, Hans Tatzer, Friedrich Demmer – Karl Rommer, Oskar Novak, Kurt Stuchly.
 USA -  Rakousko 1:0 (1:0, 0:0, 0:0)
8. února 1934 (20:45) – Milán (Palazzo del Ghiaccio)

Branky a nahrávky USA: 3. Richard Maley (Robert Nilon)

Rozhodčí: Frank de Marwicz (GBR), Paul Loicq (BEL)
USA: Clem Harnedy – Arthur Smith, Peter Besson – Walter Bender, Fred McDonell, Robert Jeremiah – Frank Stubbs, Richard Maley, Robert Nilon.
Rakousko: Karl Ördogh – Franz Schüssler, Kurt Stuchly – Karl Kirchberger, Franz Csöngey, Karl Rommer – Hans Stertin, Hans Tatzer,  Reinhold Egger.

### Čtvrtfinále B
|    |           | SUI | HUN  | ITA  | V | R | P | Skóre | B |
| 1. | Švýcarsko | *** | 1:0  | 3:0  | 2 | 0 | 0 | 4:0   | 4 |
| 2. | Maďarsko  | 0:1 | ***  | 0:0p | 0 | 1 | 1 | 0:1   | 1 |
| 3. | Itálie    | 0:3 | 0:0p | ***  | 0 | 1 | 1 | 0:3   | 1 |

 Itálie -  Maďarsko 	0:0 pp
6. února 1934 (22:30) – Milán (Palazzo del Ghiaccio)

Rozhodčí: Walter Brown (USA), Petre Grant (ROM)
Itálie: Augusto Gerosa – Francesco Roncarelli, Gianmario Baroni – Decio Trovati, Tino de Mazzeri, Ignazio Dionisi – Luigi Venosta, Camillo Mussi, Gianni Scotti.
Maďarsko: István Hircsák – Mátyás Farkas, István Bethlen – Zoltan Jeney, Sándor Miklós, Béla Háray – Miklós Barcza, Laszló Blazejovsky, András Gergely.
 Švýcarsko -  Maďarsko 1:0 (0:0, 0:0, 1:0)
7. února 1934 (20:45) – Milán (Palazzo del Ghiaccio)

Branky a nahrávky Švýcarska: 35. Richard Torriani (Ferdinand Cattini, Hans Cattini).

Rozhodčí: Petre Grant (ROM), Walter Brown (USA)
Švýcarsko: Arnold Hirtz – Ernst Hug, Albert Geromini - Richard Torriani, Ferdinand Cattini, Hans Cattini – Herbert Kessler, Peter Müller, Oscar Schmidt.
Maďarsko: István Hircsák – Mátyás Farkas, Miklós Barcza – Gyrörgy Margó, Sándor Miklós, Laszló Blazejovsky – Béla Háray, Ferenc Szamósi, András Gergely.
 Itálie -  Švýcarsko 0:3 (0:1, 0:2, 0:0)
8. února 1934 (22:30) – Milán (Palazzo del Ghiaccio)

Branky a nahrávky Švýcarska: 4. Hans Cattini, 19. Richard Torriani (Ferdinand Cattini), 22. Richard Torriani (Hans Cattini)

Rozhodčí: Walter Brown (USA), Petre Grant (ROM)
Itálie: Augusto Gerosa – Francesco Roncarelli, Gianmario Baroni – Decio Trovati, Tino de Mazzeri, Ignazio Dionisi – Luigi Venosta, Camillo Mussi, Gianni Scotti.
Švýcarsko: Arnold Hirtz – Ernst Hug, Albert Geromini - Richard Torriani, Ferdinand Cattini, Hans Cattini – Herbert Kessler, Peter Müller, Konrad Torriani.

### Čtvrtfinále C
|    |         | CAN | GER | FRA | V | R | P | Skóre | B |
| 1. | Kanada  | *** | 6:0 | 9:0 | 2 | 0 | 0 | 15:0  | 4 |
| 2. | Německo | 0:6 | *** | 4:0 | 1 | 0 | 1 | 4:6   | 2 |
| 3. | Francie | 0:9 | 0:4 | *** | 0 | 0 | 2 | 0:13  | 0 |

 Kanada -  Francie 9:0 (4:0, 5:0, 0:0)
6. února 1934 (17:00) – Milán (Palazzo del Ghiaccio)

Branky a nahrávky Kanady: 1. Albert Welsh, 4. Albert Welsh, 7. Clifford Lake, 8. Bert Scharfe (James Dewey), 17. Clifford Lake (James Dewey), 18. Albert Welsh, 20. Bert Scharfe (James Dewey), 22. Albert Rogers, 24. Bert Scharfe (James Dewey).

Rozhodčí: Walter Brown (USA), Frank de Marwicz (GBR)
Kanada: Cooney Woods – Ronald Silver, Harold Wilson – James Dewey, Albert Welsh, Ray Watkins – Albert Rogers, Bert Scharfe, Clifford Lake.
Francie: Michel Paccard - Jacques Lacarriere, Pierre Claret – Léonhard Quaglia, Marcial Couvert, Jacques Bottenheim – Albert Hassler, Gérard Simond, Pierre Savoye.
 Kanada -  Německo 6:0 (0:0, 3:0, 3:0)
7. února 1934 (22:30) – Milán (Palazzo del Ghiaccio)

Branky a nahrávky Kanady: 20. Clifford Lake (James Dewey), 26. Albert Welsh, 30. a 37. Bert Scharfe, 41. a 45. Albert Rogers

Rozhodčí: Walter Brown (USA), Paul Loicq (BEL)
Kanada: Cooney Woods – Ronald Silver, Elmer Piper – Albert Rogers, Ray Watkins, Albert Welsh – Bert Scharfe, James Dewey, Clifford Lake.
Německo: Walter Leinweber – Gustav Jaenecke, Erich Römer – Georg Strobl, Hans Lang, Joachim Albrecht von Bethmann-Hollweg – Alois Kuhn, Horst Orbanowski, Werner George.
 Německo -  Francie 4:0 (2:0, 0:0, 2:0)
8. února 1934 (17:00) – Milán (Palazzo del Ghiaccio)

Branky Německa: 5. Werner George, 12. Gustav Jaenecke, 31. Hanss Lang, 38. Horst Orbanowski

Rozhodčí: Walter Brown (USA), Frank de Marwicz (GBR)
Německo: Walter Leinweber – Erich Römer, Gustav Jaenecke – Alois Kuhn, Werner George, Horst Orbanowski - Georg Strobl, Hans Lang, Joachim Albrecht von Bethmann-Hollweg.
Francie: Michel Paccard - Jacques Lacarriere, André Bossoney – Léonhard Quaglia, Marcial Couvert, Albert Hassler – Pierre Claret, Jacques Bottenheim, Pierre Savoye.
O postup do play off
 Německo –  Československo 1:0 (0:0, 0:0, 0:0 – 1:0pp)
9. února 1934 – Milán (Palazzo del Ghiaccio)

Branky a nahrávky Německo: 47. Werner George (Gustav Jaenecke).

Rozhodčí: John Magwood (GBR), Thomas Dewar (CAN)

Vyloučení: 2:2 (využití 0:0) 
Německo: Walter Leinweber – Gustav Jaenecke, Erich Römer – Werner George, Horst Orbanowski, Alois Kuhn - Hans Lang, Georg Strobl, Joachim Albrecht von Bethmann-Hollweg.
ČSR: Jan Peka – Jaroslav Pušbauer, Wolfgang Dorasil – Jiří Tožička, Josef Maleček, Karel Hromádka – Alois Cetkovský, Tomáš Švihovec, Oldřich Kučera.
- Maďarsko odstoupilo.

### Semifinále
Kanada –  Švýcarsko 2:1 (0:0, 0:1, 1:0 – 1:0pp)
10. února 1934 (22:30) – Milán (Palazzo del Ghiaccio)

Branky Kanady: 34. Albert Welsh, 51. Clifford Lake.

Branky a nahrávky Švýcarska: 23. Peter Müller (Albert Geromini).

Rozhodčí: Petre Grant (ROM), Walter Brown (USA)
Kanada: Cooney Woods – Ronald Silver, Harold Wilson – Bert Scharfe, James Dewey, Clifford Lake - Albert Welsh, Ray Watkins, Albert Rogers.
Švýcarsko: Arnold Hirtz – Ernst Hug, Albert Geromini - Richard Torriani, Ferdinand Cattini, Hans Cattini – Herbert Kessler, Peter Müller, Konrad Torriani.
 USA –  Německo 3:0 (1:0, 1:0, 1:0)
10. února 1934 (17:00) – Milán (Palazzo del Ghiaccio)

Branky USA: 11. Peter Besson, 21. Robert Nilon (Peter Besson), 32. Peter Besson.
USA: Clem Harnedy – Arthur Smith, Peter Besson – Walter Bender, Fred McDonell, Robert Jeremiah – Frank Stubbs, Richard Maley, Robert Nilon.
Německo: Walter Leinweber – Gustav Jaenecke, Erich Römer – Werner George, Georg Strobl, Hans Lang – Alois Kuhn, Horst Orbanowski, Joachim Albrecht von Bethmann-Hollweg.

### Finále
Kanada –  USA 2:1 (0:1, 1:0, 1:0)
11. února 1934 (21:00) – Milán (Palazzo del Ghiaccio)

Branky Kanady: 25. Clifford Lake, 39. James Dewey.

Branky USA: 13. Frank Stubbs.

Rozhodčí: Josef Maleček (TCH), John Magwood (GBR)
Kanada: Cooney Woods – Ronald Silver, Harold Wilson – Ray Watkins, Albert Welsh, Albert Rogers - Bert Scharfe, James Dewey, Clifford Lake.
USA: Clem Harnedy – Arthur Smith, Peter Besson – Walter Bender, Fred McDonell, Robert Jeremiah – Frank Stubbs, Richard Maley, Robert Nilon.

### O 3. místo
Německo –  Švýcarsko	2:1 (0:0, 0:1, 1:0 – 1:0pp)
11. února 1934 – Milán (Palazzo del Ghiaccio)

Branky a nahrávky Německa: 45. Erich Römer, 59. Hanss Lang (Georg Strobl).

Branky Švýcarska: 19. Hans Cattini.

Rozhodčí: Walter Brown (USA), Francesco Roncarelli (ITA)
Německo: Walter Leinweber – Gustav Jaenecke, Erich Römer – Horst Orbanowski, Georg Strobl, Alois Kuhn – Hans Lang, Joachim Albrecht von Bethmann-Hollweg, Werner Korff.
Švýcarsko: Arnold Hirtz – Ernst Hug, Albert Geromini - Richard Torriani, Ferdinand Cattini, Hans Cattini – Konrad Torriani, Herbert Kessler, Oscar Schmidt.

### O 7. - 12. místo
|     |                | AUT  | GBR | ITA  | ROM | V | R | P | Skóre | B |
| 7.  | Rakousko       | ***  | 2:1 | 2:2p | 3:1 | 2 | 1 | 0 | 7:4   | 5 |
| 8.  | Velká Británie | 1:2  | *** | 4:1  | 2:1 | 2 | 0 | 1 | 7:4   | 4 |
| 9.  | Itálie         | 2:2p | 1:4 | ***  | 3:0 | 1 | 1 | 1 | 6:6   | 3 |
| 10. | Rumunsko       | 1:3  | 1:2 | 0:3  | *** | 0 | 0 | 3 | 2:8   | 0 |

- Belgie a Francie soutěž nedohrály.

 Velká Británie –  Belgie 3:0 (0:0, 2:0, 1:0)
8. února 1934 (17:00) – Milán (Palazzo del Ghiaccio)

Branky Velké Británie: 23. Carl Erhardt, 27. Jim Borland, 38. Gerry Davey

Rozhodčí: Hans Weinberger (AUT), Gianmario Baroni (ITA)
Velká Británie: Vic Gardner – Carl Erhardt, Harry Mayes – Gerry Davey, Jim Borland, Peter Fair – Ted Jackson, Frederick Melland, Frank de Marwicz.
Belgie: René Laloux – Louis Franck, Louis de Ridder – Marco Peltzer, Pierre van Reyschoot, Willy Kreitz – Georges Pootmans, Charles van den Driessche, Emile Duvier.
 Rakousko -  Velká Británie 2:1 (0:1, 0:0, 2:0)
9. února 1934 – Milán (Palazzo del Ghiaccio)

Branky a nahrávky Rakouska: 1:1 Hans Tatzer (Karl Kirchberger), 2:1 Hans Tatzer (Friedrich Demmer)

Branky Velké Británie: 0:1 Gerry Davey

Rozhodčí: Walter Brown (USA), Thomas Dewar (CAN)
Rakousko: Karl Ördogh – Kurt Stuchly, Franz Schüssler – Karl Kirchberger, Oskar Novak, Friedrich Demmer – Hans Stertin, Hans Tatzer,  Reinhold Egger.
Velká Británie: Vic Gardner – Carl Erhardt, Harry Mayes – Gerry Davey, Jim Borland, Frederick Melland – Keith Thompson, Ted Jackson,  Frank de Marwicz.
 Itálie -  Rumunsko	3:0 (1:0, 0:0, 2:0)
9. února 1934 – Milán (Palazzo del Ghiaccio)

Branky a nahrávky Itálie: 10. Luigi Venosta, 38. Gianni Scotti (Decio Trovati), 41. Gianni Scotti (Ignazio Dionisi).

Rozhodčí: Frank de Marwicz (GBR), Sándor Minder (HUN)
Itálie: Augusto Gerosa – Francesco Roncarelli, Gianmario Baroni – Decio Trovati, Tino de Mazzeri, Ignazio Dionisi – Luigi Venosta, Camillo Mussi, Gianni Scotti.
Rumunsko: Arthur Bogel - Gheorghe Buia, Nicu Polizu – Alexandru Botez, Paul Anastasiu, Constantin Cantacuzino – Constantin Tico, Iuliu Rabinovici, Lajos Vakar.
 Rakousko -  Rumunsko 3:1 (0:0, 0:0, 3:1)
10. února 1934 (15:00) – Milán (Palazzo del Ghiaccio)

Branky Rakouska: 1:0 Hans Tatzer, 2:0 Friedrich Demmer, 3:0 Karl Kirchberger

Branky Rumunska: 3:1 Alexandru Botez.

Rozhodčí: John Magwood (GBR), Thomas Dewar (CAN)
Rakousko: Karl Ördogh – Jacques Dietrichstein, Franz Schüssler – Friedrich Demmer, Franz Csöngey, Karl Kirchberger – Hans Stertin, Hans Tatzer,  Reinhold Egger.
Rumunsko: Arthur Bogel - Gheorghe Buia, Nicu Polizu – Alexandru Botez, Paul Anastasiu, Constantin Cantacuzino – Constantin Tico, Iuliu Rabinovici, Lajos Vakar.
 Itálie -  Velká Británie 1:4 (0:1, 0:1, 1:2)
10. února 1934 (20:45) – Milán (Palazzo del Ghiaccio)

Branky Itálie: 43. Camillo Mussi.

Branky Velké Británie: 9. Ted Jackson, 25. Carl Erhardt, 31. Jim Borland, 33. Gerry Davey.

Rozhodčí: Dumitru Danielopol (ROM), Thomas Dewar (CAN)
Itálie: Augusto Gerosa – Francesco Roncarelli, Gianmario Baroni – Decio Trovati, Tino de Mazzeri, Ignazio Dionisi – Luigi Venosta, Camillo Mussi, Gianni Scotti.
Velká Británie: Vic Gardner – Carl Erhardt, Harry Mayes – Jim Borland, Gerry Davey, Frederick Melland – Keith Thompson, Ted Jackson, Frank de Marwicz.
 Velká Británie -  Rumunsko 2:1 (2:0, 0:1, 0:0)
11. února 1934 (10:00) – Milán (Palazzo del Ghiaccio)

Branky Velké Británie: 1:0 Jim Borland, 2:0 Gerry Davey

Branky Rumunska: 2:1 Alexandru Botez

Rozhodčí: rozhodoval pouze rozhodčí Walter Brown (USA)
- Zápasu nepřihlížel ani jediný divák.

Velká Británie: Vic Gardner – Carl Erhardt, Harry Mayes – Jim Borland, Gerry Davey, Peter Fair – Ted Jackson, Frederick Melland, Frank de Marwicz.
Rumunsko: Arthur Bogel - Gheorghe Buia, Nicu Polizu – Alexandru Botez, Paul Anastasiu, Constantin Cantacuzino – Petre Grant, Iuliu Rabinovici, Lajos Vakar.
 Itálie -  Rakousko 2:2 (0:1, 1:0, 0:0 – 0:0, 0:0, 1:1 pp)
11. února 1934 (17:00) – Milán (Palazzo del Ghiaccio)

Branky Itálie: 26. Camillo Mussi, 72. Luigi Venosta

Branky a nahrávky Rakouska: 2. Franz Csöngey, 67. Karl Kirchberger (Friedrich Demmer)

Rozhodčí: Walter Brown (USA), Frank de Marwicz (GBR)
Itálie: Augusto Gerosa – Gianmario Baroni, Aldo Marazza - Franco Rossi (lední hokejista)|Franco Rossi, Tino de Mazzeri, Ignazio Dionisi – Luigi Venosta, Camillo Mussi, Gianpiero Medri.
Rakousko: Karl Ördogh – Kurt Stuchly, Franz Schüssler – Friedrich Demmer, Franz Csöngey, Karl Kirchberger – Hans Tatzer, Hans Stertin, Reinhold Egger.

## Soupisky

### Soupiska Kanady
Kanada (Saskatoon Quakers)

Brankář: Cooney Woods.

Obránci: Ronald Silver, Harold Wilson, Elmer Piper.

Útočníci: Leslie Bird, Thomas Dewar, James Dewey, Clifford Lake, Albert Rogers, Bert Scharfe, Ray Watkins, Albert Welsh.

Trenér: Johnny Walker.

### Soupiska USA
USA

Brankář: Clem Harnedy.

Obránci: Peter Besson, Arthur Smith.

Útočníci: Walter Bender, Robert Jeremiah, Edward Keating, Richard Maley, Fred McDonell, Robert Nilon, Frank Stubbs.

Trenér: Walter Brown.

### Soupiska Německa
Německo 

Brankář: Theodor Kaufmann, Walter Leinweber.

Obránci: Erich Römer, Joachim Albrecht von Bethmann-Hollweg, Gustav Jaenecke.

Útočníci: Roman Kessler, Horst Orbanowski, Hans Lang, Georg Strobl, Werner George, Alois Kuhn, Werner Korff.

Trenér: Erich Römer.

### Soupiska Švýcarska
4.  Švýcarsko

Brankáři: Emil Eberle, Arnold Hirtz.

Obránci: Albert Geromini, Ernst Hug, Oscar Schmidt, Christian Badrutt.

Útočníci: Richard Torriani, Hans Cattini, Ferdinand Cattini, Charles Kessler, Thomas Pleisch, Peter Müller, Konrad Torriani, Herbert Kessler.

Trenér: Charles Fasel.

### Soupiska Československa
5.  Československo

Brankáři: Jan Peka, Antonín Houba (neodcestoval)

Obránci: Jaroslav Pušbauer, Wolfgang Dorasil, Jan Michálek.

Útočníci: Jiří Tožička, Josef Maleček, Karel Hromádka, Oldřich Kučera, Alois Cetkovský, Tomáš Švihovec, Zdeněk Jirotka.

### Soupiska Maďarska
6.  Maďarsko

Brankáři: István Hircsák, György Kramer-Katay.

Obránci: Mátyás Farkas, Miklós Barcza, István Bethlen, Zoltán Rainai, Béla Wiener.

Útočníci: Karoly Bathy, Sándor Miklós, Ferenc Erdi, Béla Háray, Gyrörgy Margó, András Gergely, Zoltan Jeney, Sándor Minder, Ferenc Szamósi, Laszló Blazejovsky.

Trenér: John Dewar.

### Soupiska Rakouska
7.  Rakousko

Brankáři: Otto Amenth, Karl Ördogh.

Obránci: Jacques Dietrichstein, Franz Schüssler.

Útočníci: Franz Csöngey, Friedrich Demmer, Josef Göbl, Oskar Novak, Karl Rommer, Hans Stertin, Willibald Stanek, Reinhold Egger, Karl Kirchberger, Hans Tatzer, Kurt Stuchly.

Trenér: Hans Weinberger.

### Soupiska Velká Británie
8.  Velká Británie

Brankáři: Vic Gardner.

Obránci: Carl Erhardt, Harry Mayes, Jim Borland.

Útočníci: Gerry Davey, Frederick Melland, Peter Fair, Keith Thompson, Ted Jackson, Ivor Nesbitt, Frank de Marwicz.

Trenér: John Magwood.

### Soupiska Itálie
9.  Itálie

Brankáři: Augusto Gerosa, Enrico Calcaterra.

Obránci: Gianmario Baroni, Francesco Roncarelli.

Útočníci: Franco Rossi, Tino de Mazzeri, Ignazio Dionisi, Decio Trovati, Gianni Scotti, Camillo Mussi, Luigi Venosta, Gianpiero Medri, Aldo Marazza, Giuseppe Timpano, Mario Zucchini.

### Soupiska Rumunska
10.  Rumunsko

Brankáři: Arthur Bogel, Mircea Ratiu.

Obránci: Gheorghe Buia, Nicu Polizu, Radu Reineck.

Útočníci: Constantin Cantacuzino, Alexandru Botez, Paul Anastasiu, Petre Grant, Constantin Tico, Iuliu Rabinovici, Franz Bratoscu, Lajos Vakar, Dan Bratianu, Ion Petrovici.

### Soupiska Francie
11.  Francie

Brankáři: Michel Paccard, Jean Despas.

Obránci: Jacques Lacarriere, André Bossoney.

Útočníci: Jean-Pierre Hagnauer, Albert Hassler, Pierre Claret, Léonhard Quaglia, Gérard Simond, Marcial Couvert, Pierre Savoye, Jacques Bottenheim, Philippe Boyard, Pierre Perreau.

### Soupiska Belgie
11.  Belgie

Brankáři: René Laloux.

Obránci: Francois Franck, Louis Franck, Louis de Ridder.

Útočníci: Jean Barbanson, Charles van den Driessche, Pierre van Reyschoot, Willy Kreitz, Georges Pootmans, Marco Peltzer, Emile Duvier, Philippe Lippens, Fernand Carre, Jean de Beukelaer, Henri Matthyssen.

## Konečné pořadí
| 8.  | Mistrovství světa | Z | V | R | P | Skóre | B  |
| --- | ----------------- | - | - | - | - | ----- | -- |
| 1.  | Kanada            | 4 | 4 | 0 | 0 | 19:2  | 8  |
| 2.  | USA               | 4 | 3 | 0 | 1 | 6:2   | 6  |
| 3.  | Německo           | 7 | 4 | 0 | 3 | 11:14 | 8  |
| 4.  | Švýcarsko         | 7 | 5 | 0 | 2 | 36:7  | 10 |
| 5.  | ČSR               | 5 | 2 | 0 | 3 | 6:4   | 4  |
| 6.  | Maďarsko          | 4 | 1 | 1 | 2 | 2:2   | 3  |
| 7.  | Rakousko          | 7 | 3 | 1 | 3 | 9:11  | 7  |
| 8.  | Velká Británie    | 6 | 4 | 0 | 2 | 12:7  | 8  |
| 9.  | Itálie            | 7 | 2 | 2 | 3 | 9:12  | 6  |
| 10. | Rumunsko          | 6 | 1 | 0 | 5 | 8:21  | 2  |
| 11. | Francie           | 5 | 1 | 0 | 4 | 4:19  | 2  |
| 11. | Belgie            | 4 | 1 | 0 | 3 | 5:26  | 2  |

| 19. | Mistrovství Evropy |
| 1.  | Německo            |
| 2.  | Švýcarsko          |
| 3.  | ČSR                |
| 4.  | Maďarsko           |
| 5.  | Rakousko           |
| 6.  | Velká Británie     |
| 7.  | Itálie             |
| 8.  | Rumunsko           |
| 9.  | Francie            |
| 10. | Belgie             |